# Rostam Farrokhzad
Pour les articles homonymes, voir Farrokhzad et Rostam (homonymie).
Rostam Farrokhzad (en persan : رستم فرّخزاد / Rostam Farroxzâd) était un général militaire de l'armée perse pendant le règne de Bōrān (631–632) et Yazdgard III (632–651).

## Origine
Selon l'historienne iranienne Parveneh Pourshariati, Rustam, translittéré traditionnellement en français en « Rostam », appartient à la famille féodale parthe des Ispahbodhan, apparentée aux Sassanides et originaire du Khorassan, une des provinces de l'empire perse. Il serait le fils du prétendant de 631, Farrukh Hormizd V et le petit-fils de Vinduyih. Il est très souvent confondu avec son frère Farrokhzad, qui comme lui servait loyalement et efficacement l'armée sassanide.
Lorsque son père, entreprend de conquérir le trône, il laisse le gouvernement du Khorassan à Rostam. Après le meurtre de Farrukh Hormizd V par la reine, il occupe la capitale avec ses troupes, crève la yeux d'Azarmedûkht et la tue. Rostam propose ensuite son appui au jeune prince Yazdgard âgé de 16 ans et réfugié dans le Fars pour prendre le pouvoir.

## Commandant en chef
Devenu empereur, Yazdgard III nomme Rustam Ērān Spāhbod (commandant en chef) d'une force perse destinée à combattre l'armée arabo-musulmane qui envahit lentement l'empire par le sud-ouest. Bien que selon la tradition Rustam ait eu des doutes sur le succès de sa mission (certaines sources citent des rêves prémonitoires), il accepte l'ordre de Yazdgard III et confronte l'armée d'invasion musulmane près des rives de l'Euphrate, dans la plaine d'Al-Qadisiyya, lors de la bataille homonyme en 635-636 à la tête d'une armée de 80 000 hommes, renforcée par les vassaux arméniens 3 000 hommes commandés par le général Moušeł III, fils de Dawit Mamikonian, et les 1 000 hommes de Grigor II Novirak, prince de Siounie.
La bataille dure trois jours avant la déroute perse. Le sort de Rostam est incertain. Un dromadaire serait tombé sur lui et il aurait ensuite été pris par les Arabes qui l'aurait décapité.
Le poète persan Ferdowsi conte les exploits de Rustam et sa dernière bataille tragique dans le poème épique Livre des Rois. Ferdowsi conclut sa fresque épique nationaliste par cette bataille et le meurtre de Rostam, qui marque le début de la conquête musulmane de la Perse.